# Scytodoidea
Scytodoidea é uma superfamília de aranhas com 6 olhos que contém quatro famílias.

## Taxonomia
A superfamília Scytodoidea contém as seguintes famílias:
- Drymusidae
- Periegopidae
- Scytodidae
- Sicariidae